# Triops cancriformis
Triops cancriformis és una espècie de crustaci notostraci de la família Triopsidae, coneguda popularment com a tortugueta. Són força comuns a l'Europa meridional. Es troben a les basses estacionals de Menorca i també al Delta de l'Ebre, l'Empordà i al Pla de l'Estany (Clot d'Espolla). Mesuren uns 3 centímetres i porten una closca molt resistent.
Es tracta d'un crustaci braquiòpode molt primitiu, ja present al Triàsic, que recorda als trilobits fòssils, per bé que no hi estan relacionats. Aquest crustaci és considerat com una de les espècies vivents més antigues del planeta i no han patit gaires variacions de forma des del Triàsic Superior (uns 200 milions d'anys).
La primera descripció fou feta per Louis Augustin Guillaume Bosc el 1801. Va anomenar aquesta espècie Apus cancriformis.
A Porqueres, al costat del Clot d'Espolla, hi ha un "Carrer Triops".

## Història natural
El seu cicle vital és d'uns 70 dies. Els petits ous de Triops cancriformis, per sobreviure a l'estació seca, romanen dins del fang i no es desclouen fins que tornen les primeres pluges. Els seus ous són capaços de sobreviure llargs períodes de sequera, fet que li permet ocupar zones d'aigües temporals.